# Кам'яниця під совами
«Кам'яниця під совами» або «Будинок із химерами» — житловий будинок у Львові, пам'ятка архітектури місцевого значення (охоронний № 891). Розташований під № 6 по вулиці Героїв Майдану, у Франківському районі. Свою неофіційну назву будинок отримав завдяки своєму багатому скульптурному декорові, з-поміж якого виділяються статуї сов і грифонів.

## Історія
Первісно будинок був прибутковим і належав архітекторові Іполіту Слівінському, який збудував його за власним проектом у 1901—1902 роках. Скульптурний декор будинку виконав Антон Попель.
У 1908—1914 роках у будинку жив і працював польський військовий та політичний діяч Юзеф Пілсудський. На згадку про цю подію над вхідним порталом у 1933 році встановили кам'яну меморіальну таблицю.
У цьому будинку у 1910—1939 роках містилася майстерня скульптора і живописця Романа Шведзіцького.
1944 року тут розташовувався штаб польської Армії Крайової, основним завданням якого було відновлення польської адміністрації у Львові після відступу німецьких військ.
Після Другої світової війни будинок перетворили на багатоквартирний житловий. Станом на 1998 рік у кв. № 1 мешкали художник Борис Буряк і графік Ніна Буряк.

## Опис
Кам'яниця зведена у стилі модернізованої готики, триповерхова, із напівпідвалом і мансардою. Фасад симетричний, трьохосьовий, семивіконний. Бічні осі підкреслені невисокими ризалітами, що завершуються готичними аттиками із ступінчастими щипцями-вімперґами. Вікна першого поверху прямокутні, здвоєні, в рустованих прямокутних, із напівциркульним завершенням рамках. Вікна другого поверху прямокутні із напівциркульним завершенням, прикрашені маскаронами у вигляді людських голів, підвіконня — фігурними решітками з орнаментом у вигляді стилізованих квіток і консолями у вигляді грифонів. На бічних осях на рівні другого поверху — масивні балкони із розвинутими консолями та різьбленими кам'яними балюстрадами, балконні двері здвоєні, прямокутні із напівциркульним завершенням, у рустованих рамках, аналогічних за формою до рамок вікон першого поверху та прикрашених маскаронами у вигляді лицарського шолома над правим балконом та людської голови над лівим; консолі та парапети балконів прикрашені маскаронами у вигляді голів химерних істот і баранів відповідно. Вікна третього поверху прямокутні, декоровані прямокутними сандриками, підвіконня — на консолях, декоровані металевою решіткою. В бічних аттиках, що завершують бічні осі фасадів, прорізано по одному невеликому арковому вікну. Завершується фасад карнизом із неоготичними пінаклями та орнаментом із підвісок.
Неоготичний вхідний портал розміщений по центральній осі фасаду, фланкований напівколонами із капітелями у стилі коринфського ордеру, в яких замість стандартного декору у вигляді листя аканта вирізьблені скульптури грифонів. Над грифонами, між вікнами другого поверху — дві скульптури сов, які породили неофіційну назву будинку. Над вхідним порталом — арковий неоготичний світлик із вітражем. Стеля сіней виконана у вигляді середньовічного склепіння із нервюрами. Зберігся оригінальний яскравий розпис сіней візерунком у манері пізнього середньовіччя, з зображеннями геральдичних лілій фльор-де-лі та готичних літер. Натомість сходова клітка декорована дуже стримано.

## Галерея

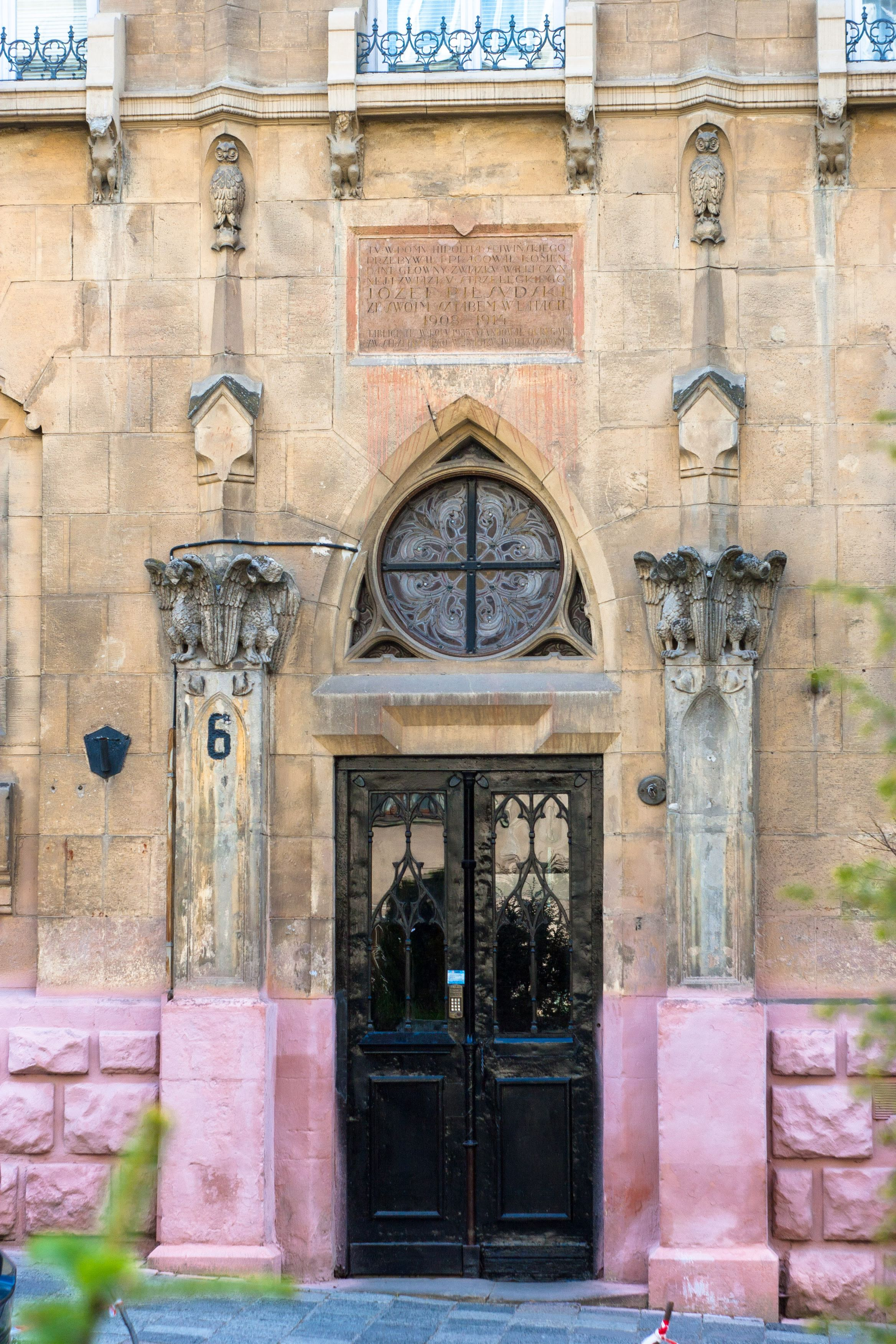
Вхідний портал
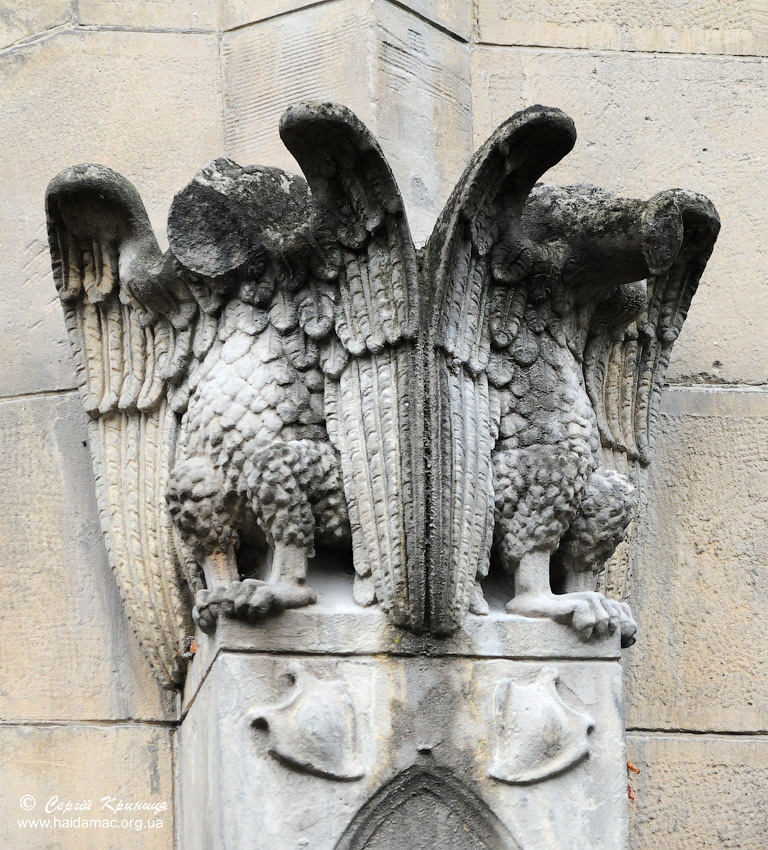
Грифони над входом
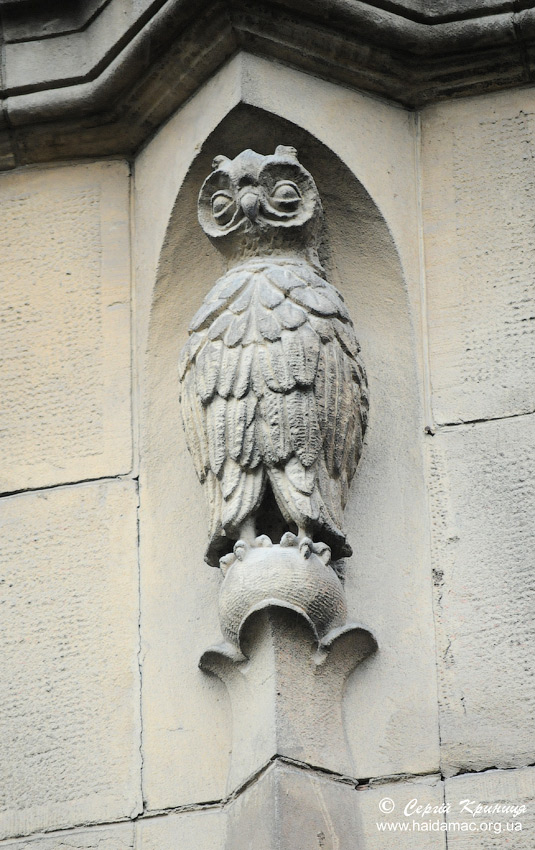
Скульптура сови
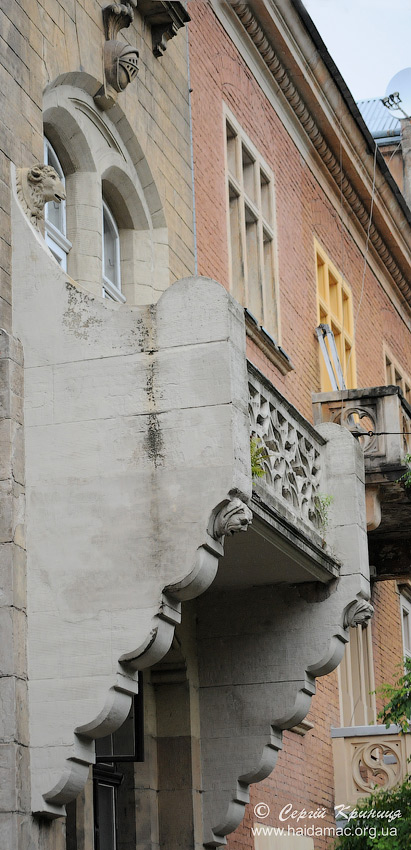
Балкон
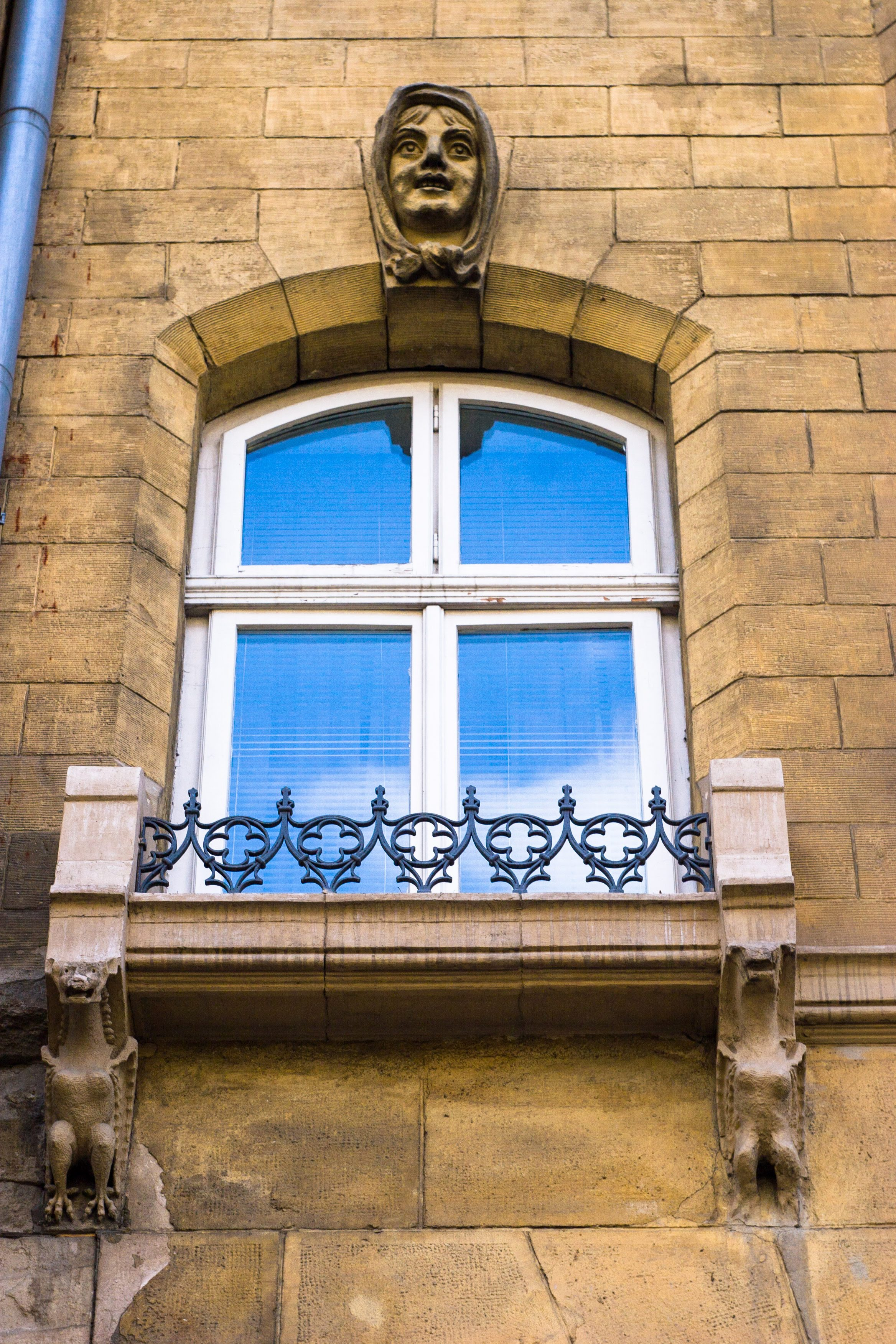
Одне з вікон другого поверху
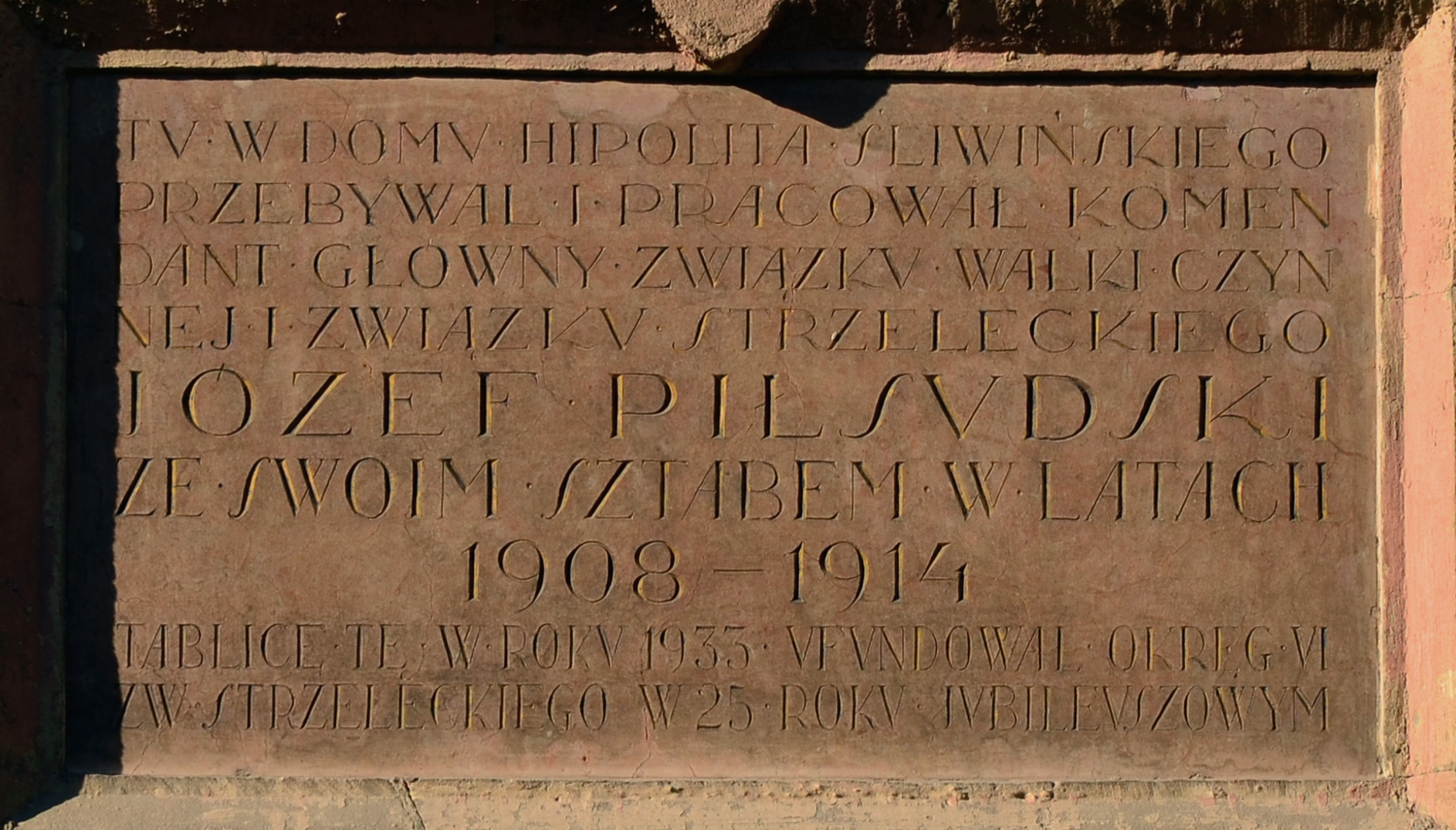
Меморіальна таблиця над входом

Інтер'єр

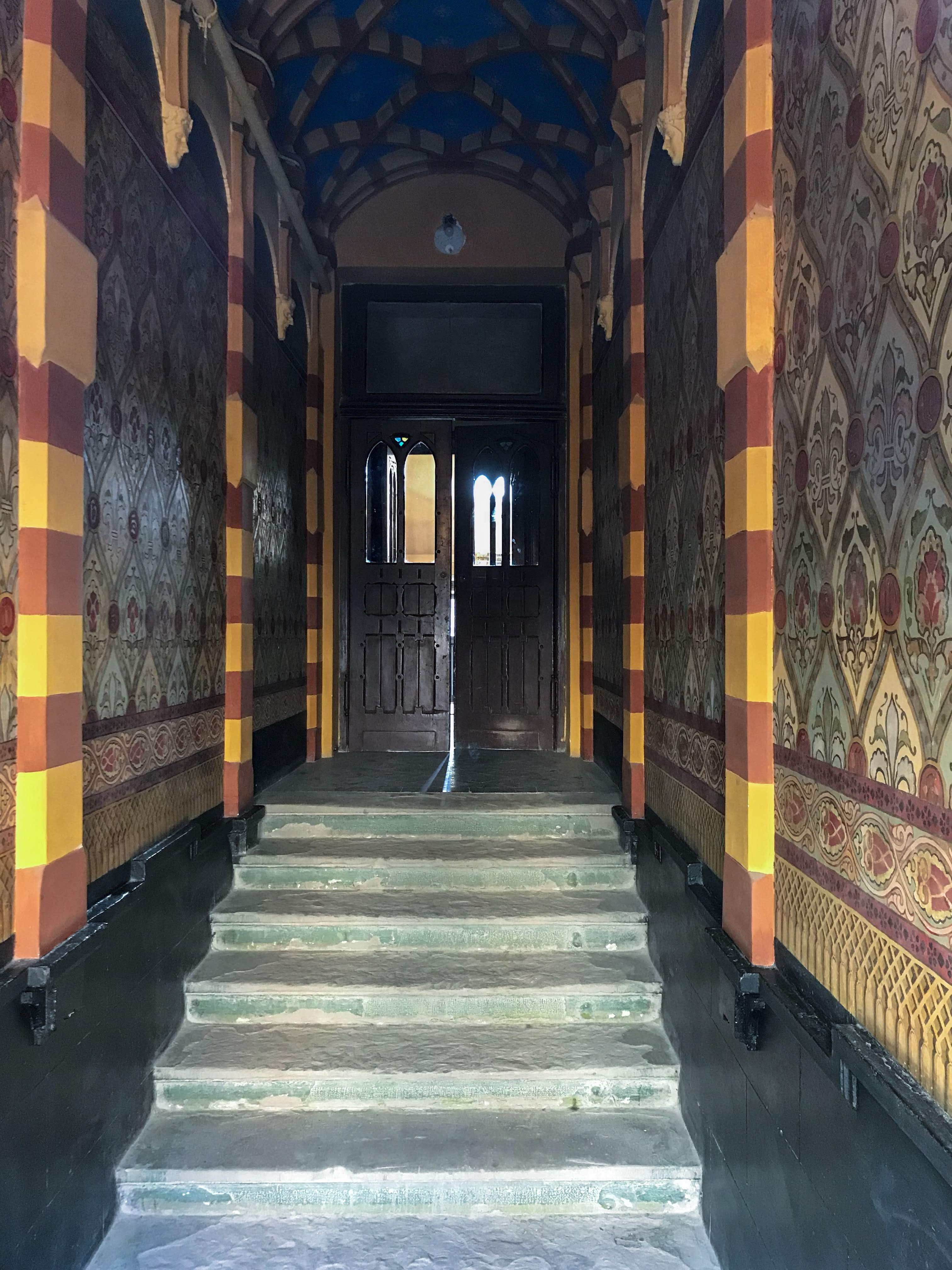
Сіни
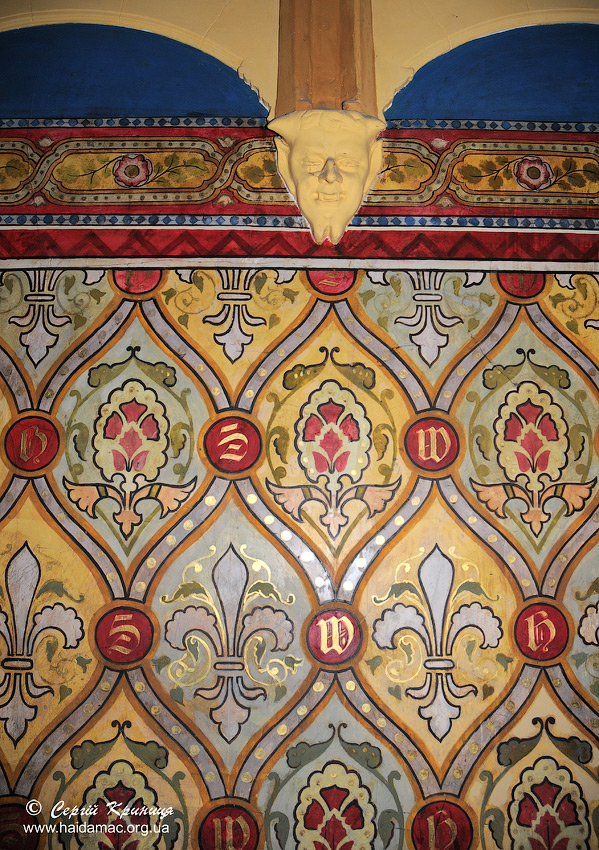
Розпис сіней
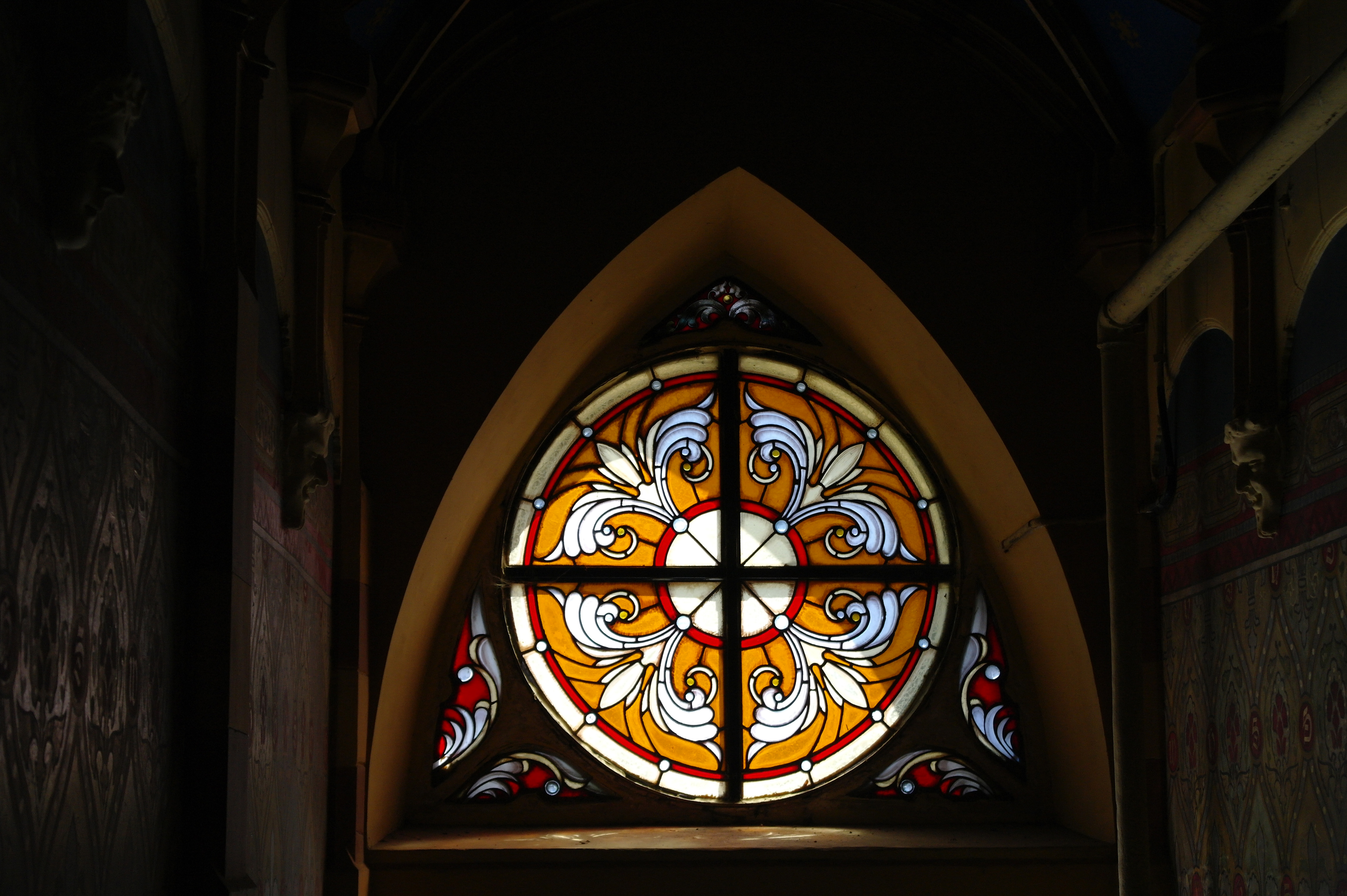
Вітраж у світлику
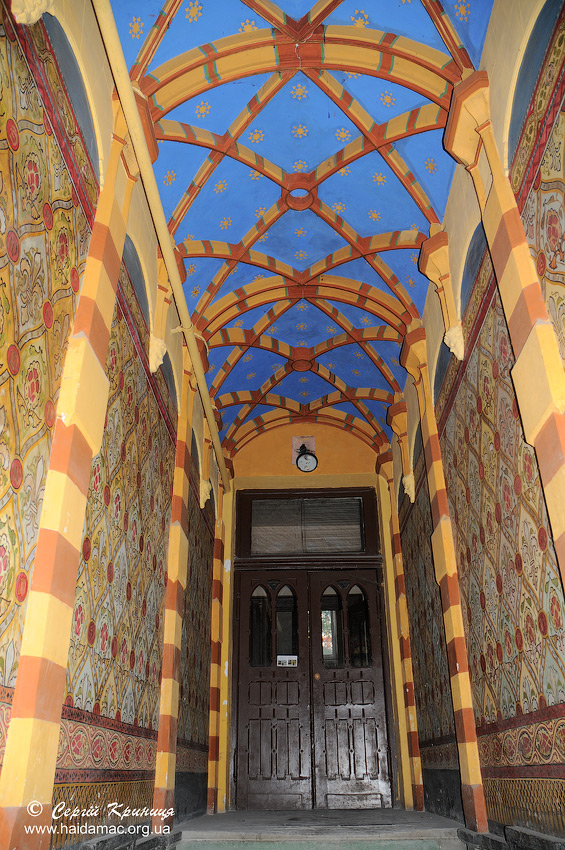
Склепіння сіней